# Gričiupis

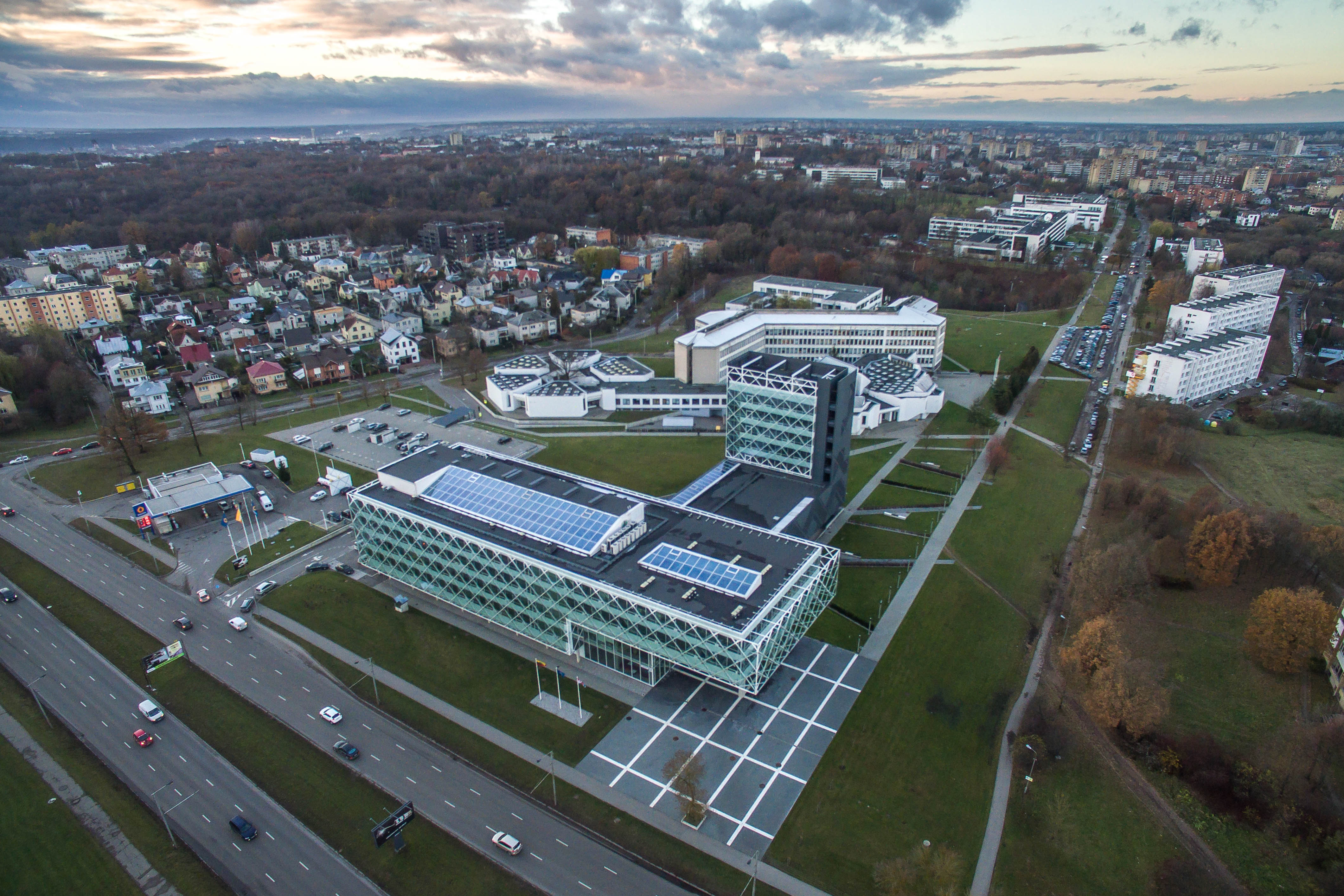
Uni-Campus der KTU

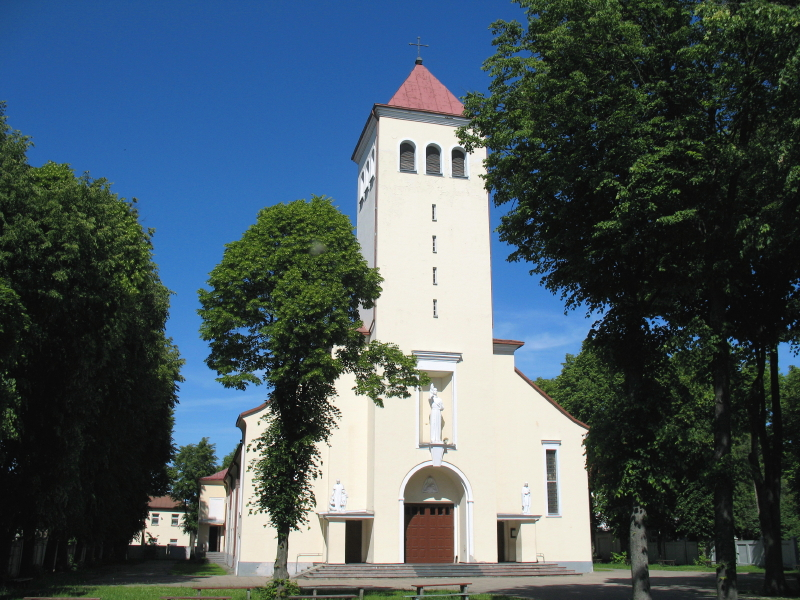
Kirche

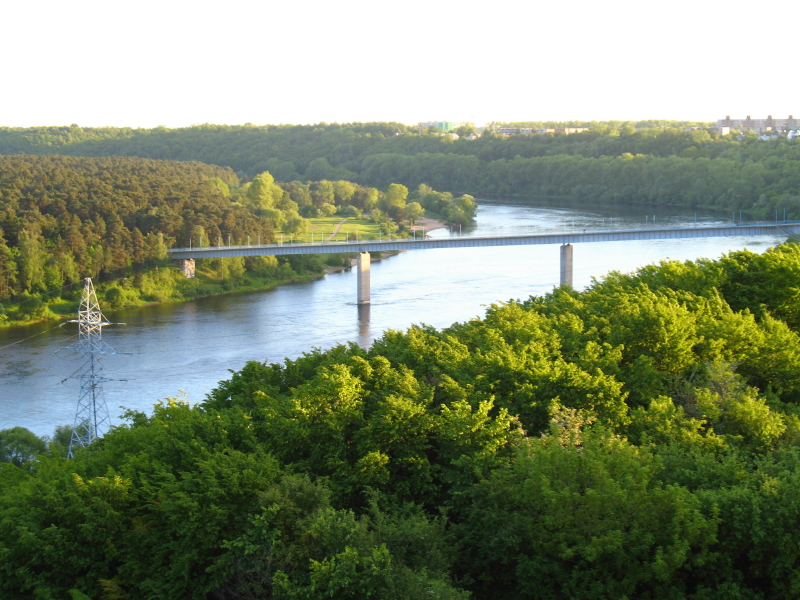
Trijų mergelių-Brücke

Gričiupis ist ein Stadtteil der zweitgrößten litauischen Stadt Kaunas am rechten Ufer der Nemunas. Hier wohnen 45.000 Einwohner. Es gibt den Amtsbezirk (Gričiupio seniūnija). Gričiupis liegt am Amtsbezirk Panemunė (Verbindung durch die Trijų mergelių-Brücke). Es gibt eine katholische Kirche, das Handelszentrum PC „Molas“, 6. Teil von Kauno fortas, Zoo Kaunas, KTU-Campus (Technische Universität Kaunas), technisches KTU-Gymnasium, eine Jugendschule, das Varpo-Gymnasium, ein Progymnasium und andere Bildungseinrichtungen. Es gibt auch den Park Gričiupis.

## Personen
- Justas Nugaras (* 1985), Politiker, Vizeminister für Bildung, Wissenschaft und Sport